# Commentaire de la prière de l’aube
Le commentaire de la prière de l’aube, (en persan : شرح دعای سحر) est un ouvrage de Rouhollah Khomeini publié durant l’année 1347 de l’Hégire lunaire (1307 Hégire solaire et 1929 de l’ère chrétienne). Il a écrit le livre en arabe.

## Contenue[Quoi ?]
Ce livre contient différents concepts gnostiques, philosophiques et diverses figures de style s’appuie sur certains versets coraniques et récits des Gens de la Maison prophétique pour expliquer la prière de Mobahalah qui précède la prière de l’aube. Ce livre a été traduit en plusieurs éditions de l’arabe au persan par Seyyed Ahmad Fahri.